# Intro (album de Danny Fernandes)
 (octobre 2016).
Si vous disposez d'ouvrages ou d'articles de référence ou si vous connaissez des sites web de qualité traitant du thème abordé ici, merci de compléter l'article en donnant les références utiles à sa vérifiabilité et en les liant à la section « Notes et références ».
Singles
Albums par Danny Fernandes
AutomaticLUV
(2010)
Intro est le premier album du chanteur de R&B Danny Fernandes. L’album a été est coécrit et coproduit par le rappeur Belly. L'album comporte les singles Curious (featuring « Private Dancer » de Juelz Santana) et Fantasy. Il est sorti le 14 octobre 2008 au Canada, et quelque temps après aux États-Unis.

## Pistes
| #  | Titre                              | duré |
| -- | ---------------------------------- | ---- |
| 01 | "Had Me At Hi"                     | 3:41 |
| 02 | "Private Dancer" (feat. Belly)     | 3:24 |
| 03 | "Missed Call"                      | 3:41 |
| 04 | "Fantasy"                          | 3:53 |
| 05 | "Addicted"                         | 3:56 |
| 06 | "Never Again"                      | 3:56 |
| 07 | "Nonchalant" (feat. Belly & M.I.A) | 3:36 |
| 08 | "Memory"                           | 3:38 |
| 09 | "Curious" (feat. Juelz Santana)    | 2:34 |
| 10 | "Number Changed"                   | 3:14 |
| 11 | "Time"                             | 3:54 |
| 12 | "Not At All"                       | 3:28 |
| 13 | "Nobody"                           | 3:41 |

## Tournée
Le 15 octobre 2008, Danny Fernandes s'est lancé dans une tournée au Canada avec les Girlicious, « protégées » des Pussycat Dolls.

## Classement
| Chart (2008)          | position |
| --------------------- | -------- |
| Canadian Albums Chart | 55       |